# Something New (película)
Something New es una película de 2006 de comedia romántica dirigida por Sanaa Hamri. El guion es por Kriss Turner enfocándose en las relaciones interraciales y los valores afroamericanos y costumbres sociales.

## Sinopsis
Kenya McQueen, una contadora, encuentra el amor en el lugar menos esperado cuando se pone de acuerdo en ir a una cita a ciegas con Brian Kelly, un jardinero de espíritu libre.

## Elenco
- Sanaa Lathan - Kenya Denise McQueen
- Simon Baker - Brian Kelly
- Blair Underwood - Mark Harper
- Donald Faison - Nelson McQueen, hermano de Kenya
- Alfre Woodard - Joyce McQueen, madre de Kenya
- Earl Billings - Edmond McQueen, padre de Kenya
- Wendy Raquel Robinson - Cheryl, amiga de Kenya
- Katharine Towne - Leah Cahan
- Stanley DeSantis - Jack Pino
- Mike Epps ..... Walter, esposo de Cheryl
- Julie Mond - Penelope, exmujer de Brian